# Quirnheim
Quirnheim, historisch auch Querum, pfälzisch „Querm“ oder „Querem“, ist eine Ortsgemeinde im rheinland-pfälzischen Landkreis Bad Dürkheim. Sie gehört der Verbandsgemeinde Leiningerland an, innerhalb derer sie sowohl hinsichtlich der Zahl der Einwohner als auch der Fläche die sechstkleinste Ortsgemeinde darstellt. Sie liegt im Nordwesten der europäischen Metropolregion Rhein-Neckar.

## Geographie

### Lage
Die Gemeinde befindet sich in der Pfalz auf 310 m ü. NHN. Sie liegt am Südostrand des zum Rheinhessischen Tafel- und Hügelland gehörenden Alzeyer Hügellandes nahe dem Nordende der Deutschen Weinstraße. Nachbargemeinden sind – im Uhrzeigersinn – Kindenheim, Bockenheim an der Weinstraße, Grünstadt, Mertesheim, Grünstadt, Ebertsheim, Lautersheim und Biedesheim.

### Gemeindegliederung
Zur Gemeinde gehören die Ortsteile Quirnheim mit dem Hertlingshäuserhof, Boßweiler und Quirnheim-Tal mit den Wohnplätzen Neuhäuschen, Göbelshaus, Bruchmühle und Papiermühle.

### Erhebungen
Im Nordosten der Gemarkung unmittelbar an der Grenze zu Kindenheim und Bockenheim erstreckt sich der Gerstenberg (319,3 m) und direkt südlich von diesem der Quirnheimer Berg (317,1 m).

### Gewässer
Der Hauptort sowie die beiden Ortsteile werden durch den Quirnheimer Bach entwässert, einen linken Zufluss des Eisbachs. Der Quirnheimer Bach nimmt innerhalb des Gemeindegebiets von rechts den Quirngraben auf.

## Geschichte

### Mittelalter und frühe Neuzeit

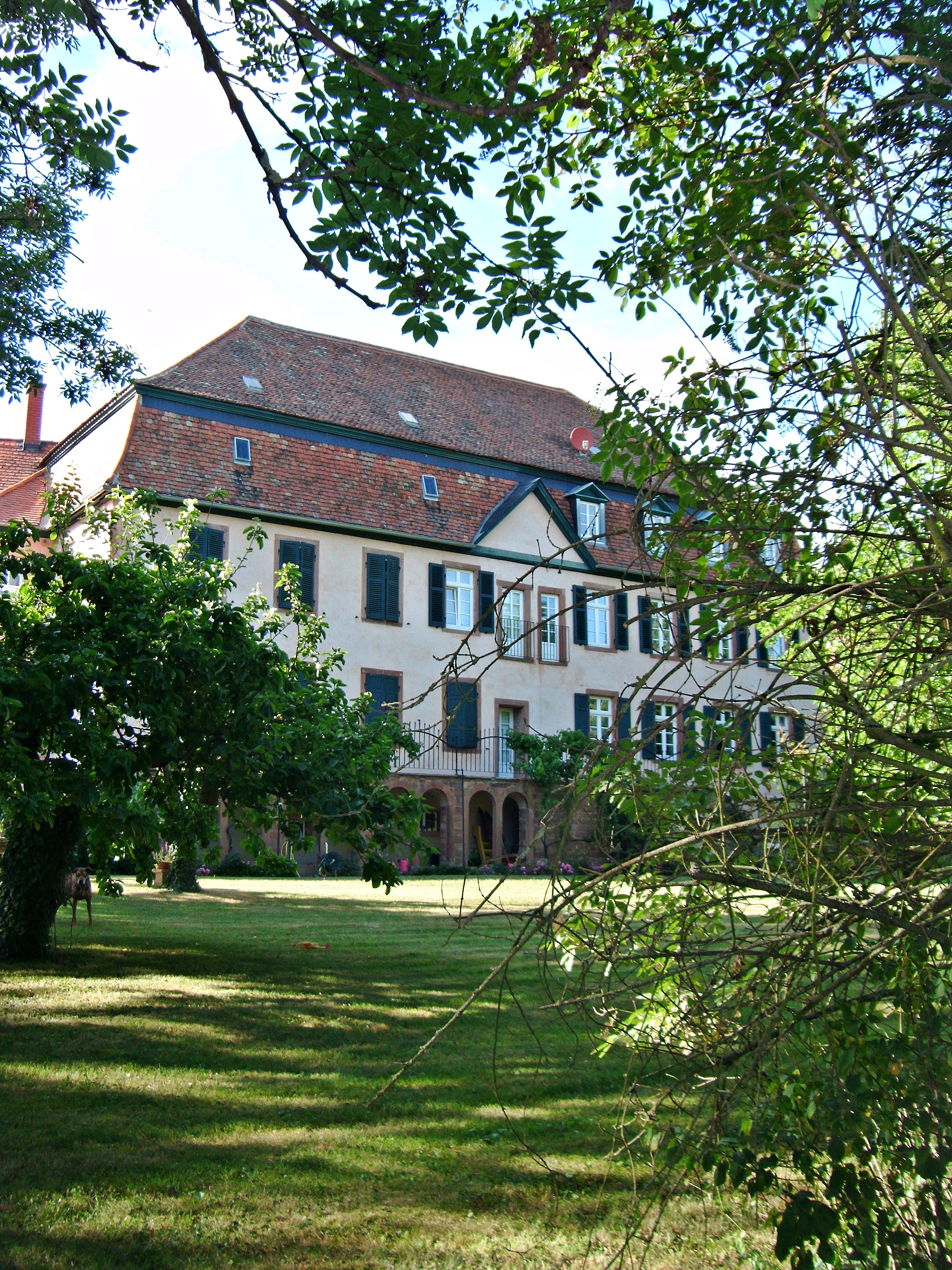
Ehemaliges Merz’sches Schloss (Hertlingshäuserhof) mit Park

Am 22. Mai 771 wurden Quirnheim und die Kirche St. Maria und St. Martin erstmals urkundlich im Lorscher Codex erwähnt; die ab dem 16. Jahrhundert protestantisch genutzte Kirche gilt als älteste des Landkreises. Der heutige Ortsteil Boßweiler ist bereits am 11. Mai 767 als „villa Buchsolare“ bzw. „Buchrolare“ im Codex diplomaticus des Klosters Fulda zu finden. Im zehnten Jahrhundert wird Königsgut in der Wormsgau erwähnt, diese beiden Königshöfe lagen bei Bossweiler; der Hertlingshäuserhof geht auf einen davon zurück.
1453 wurde Boßweiler – Bußweiler als damaliger noch existenter Hauptort – als Lehen des Landgrafen Hesso von Leiningen erwähnt, nach dessen Tod 1467 gelangten beide Siedlungen in den Besitz der neuen Linie Leiningen-Westerburg und gehörten dem Amt Grünstadt an. Das Dorf Bos(s)weiler ging im Dreißigjährigen Krieg unter, erhalten blieben nur die am Rande liegende Oswaldskapelle und Gebäude des alten adligen Hofes – die kleinere Siedlung Quirnheim mit dem Hertlingshäuserhof blieb unberührt. In den Jahren 1671 bis 1672 wurde der Mainzer Patrizier Quirinus von Merz mit dem freien Quirnheimerhof beschenkt und mit beiden Orten belehnt. Dies geschah aus Dankbarkeit der Leininger Grafen und des Fürstbischofs von Speyer für die erbrachten Dienste als Kanzler und Komitialgesandter. Der beträchtliche Schaden durch französische Übergriffe in den 1690er Jahren wurde finanziell von der Familie Merz getragen. Quirin Merz, Johann Wilhelm Merz und Albrecht von Mer(t)z ist die Ritter-Merz-Straße gewidmet.

### Ab dem 19. Jahrhundert
Nach der Französischen Revolution wurde die Region 1794 im ersten Koalitionskrieg besetzt.
Von 1798 bis 1814, als die Pfalz Teil der Französischen Republik (bis 1804) und anschließend Teil des Napoleonischen Kaiserreichs war, war die Gemeinde in den Kanton Grünstadt im Département du Mont-Tonnerre eingegliedert und war Sitz einer eigenen Mairie. 1815 hatte der Ort 430 Einwohner. Aufgrund der auf dem Wiener Kongress getroffenen Vereinbarungen wurde das Gebiet 1815 zunächst Österreich zugeordnet und 1816 in einem Staatsvertrag an das Königreich Bayern abgetreten. Unter der bayerischen Verwaltung gehörte Quirnheim zum Landkommissariat Frankenthal im Rheinkreis, der späteren Pfalz.
Ab 1939 war Quirnheim Bestandteil des Landkreises Frankenthal (Pfalz). Nach dem Zweiten Weltkrieg wurde der Ort innerhalb der französischen Besatzungszone Teil des damals neu gebildeten Landes Rheinland-Pfalz. Im Zuge der ersten rheinland-pfälzischen Verwaltungsreform wechselte der Ort am 7. Juni 1969 in den neu geschaffenen Landkreis Bad Dürkheim. Drei Jahre später wurde Quirnheim Bestandteil der ebenfalls neu geschaffenen Verbandsgemeinde Grünstadt-Land, ehe diese 2018 in der Verbandsgemeinde Leiningerland aufging.

## Religion
Ende des Jahres 2014 waren 39,7 Prozent der Einwohner evangelisch und 27,9 Prozent katholisch. Die übrigen gehörten einer anderen Religion an oder waren konfessionslos.  Katholischerseits gehört die Gemeinde zum Bistum Speyer und untersteht dort dem Dekanat Bad Dürkheim, die Evangelischen zur Protestantischen Landeskirche Pfalz. Bis 2015 bildete die Gemeinde katholischerseits die Pfarrei Boßweiler und gehörte zur Pfarrgemeinschaft Grünstadt. Seit 1. Januar 2016 gehört die Gemeinde zur in Grünstadt ansässigen Pfarrei Hl. Elisabeth; die beiden katholischen Kirchen bilden seither die Filialen Mariä Himmelfahrt (Quirnheim) sowie St. Oswald (Boßweiler).

## Politik

### Gemeinderat
Der Gemeinderat in Quirnheim besteht aus zwölf Ratsmitgliedern, die bei der Kommunalwahl am 9. Juni 2024 in einer personalisierten Verhältniswahl gewählt wurden, und dem ehrenamtlichen Ortsbürgermeister als Vorsitzendem.
Die Sitzverteilung im Gemeinderat:
| Wahl | SPD | CDU | FWG | WGW | Gesamt   |
| ---- | --- | --- | --- | --- | -------- |
| 2024 | 2   | 2   | 5   | 3   | 12 Sitze |
| 2019 | 2   | 3   | 3   | 4   | 12 Sitze |
| 2014 | 2   | 3   | 3   | 4   | 12 Sitze |
| 2009 | 2   | 3   | 4   | 3   | 12 Sitze |
| 2004 | 3   | 3   | 3   | 3   | 12 Sitze |

- FWG = Freie Wählergruppe Quirnheim e. V.
- WGW = Wählergruppe Würtz

### Bürgermeister
Michael Kernst (FWG) wurde am 19. Dezember 2024 Ortsbürgermeister von Quirnheim. Da für die Direktwahl am 9. Juni 2024 kein Wahlvorschlag eingereicht wurde, oblag die Neuwahl gemäß rheinland-pfälzischer Gemeindeordnung dem Rat der Gemeinde. Da sich zunächst kein Bewerber fand, konnte erst im Dezember 2024 neu gewählt werden.
Kernsts Vorgänger Hubert L. Deubert (SPD, später parteilos) hatte das Amt 1994 von Jakob Würtz übernommen und mit einer Unterbrechung von knapp Jahren bis zum Dezember 2024 ausgeübt. Schon bei der Direktwahl am 26. Mai 2019 hatte er nicht erneut kandidiert. Zum Ortsbürgermeister wurde Rainer Merz (FWG) mit einem Stimmenanteil von 65,2 % für fünf Jahre gewählt. Da Merz jedoch aus gesundheitlichen Gründen das Amt nicht mehr weiterführen konnte, erfolgte am 14. März 2021 eine vorgezogene Neuwahl. Bei dieser trat in Ermangelung eines anderen Kandidaten wiederum Deubert an und wurde mit einem Stimmenanteil von 72,3 % zum Ortsbürgermeister gewählt. Sein erneuter Amtsantritt erfolgte am 16. März 2021.

### Wappen
| Wappen von Quirnheim | Blasonierung: „In geteiltem und oben gespaltenem Schild, oben rechts wiederum gespalten, rechts von Silber und Blau dreizeilig geschachtet, links in Gold ein goldbekrönter halber schwarzer Adler am Spalt, oben links in Blau ein rotbewehrter und -bezungter silberner Löwe, unten in Silber ein blaues Hufeisen mit abwärts gekehrten Stollen.“ |
| Wappen von Quirnheim | Wappenbegründung: Die Silber-Blau-Schachtung stellt die Farben des Hochstifts Speyer dar. Der kaiserliche schwarze Adler steht für das spätere Freiungsrecht des Hertlingshäuserhofs und den zweiten Königshof in Boßweiler. Der Löwe auf blauen Grund wurde durch die Familie Merz eingebracht und hat nassauischen Ursprung, durch Kurfürst Johann Graf von Nassau wurde der Ritter Johann Merz 1397 in den kurfürstlichen Rat in Mainz berufen. Der Ursprung des nach unten geöffneten Hufeisens ist genauso unbekannt wie im Eisenberger Wappen. Das Quirnheimer Wappen wurde 1926 vom Bayerischen Staatsministerium des Innern genehmigt und geht zurück auf ein Gerichtssiegel von 1674. |

## Sehenswürdigkeiten und Kultur

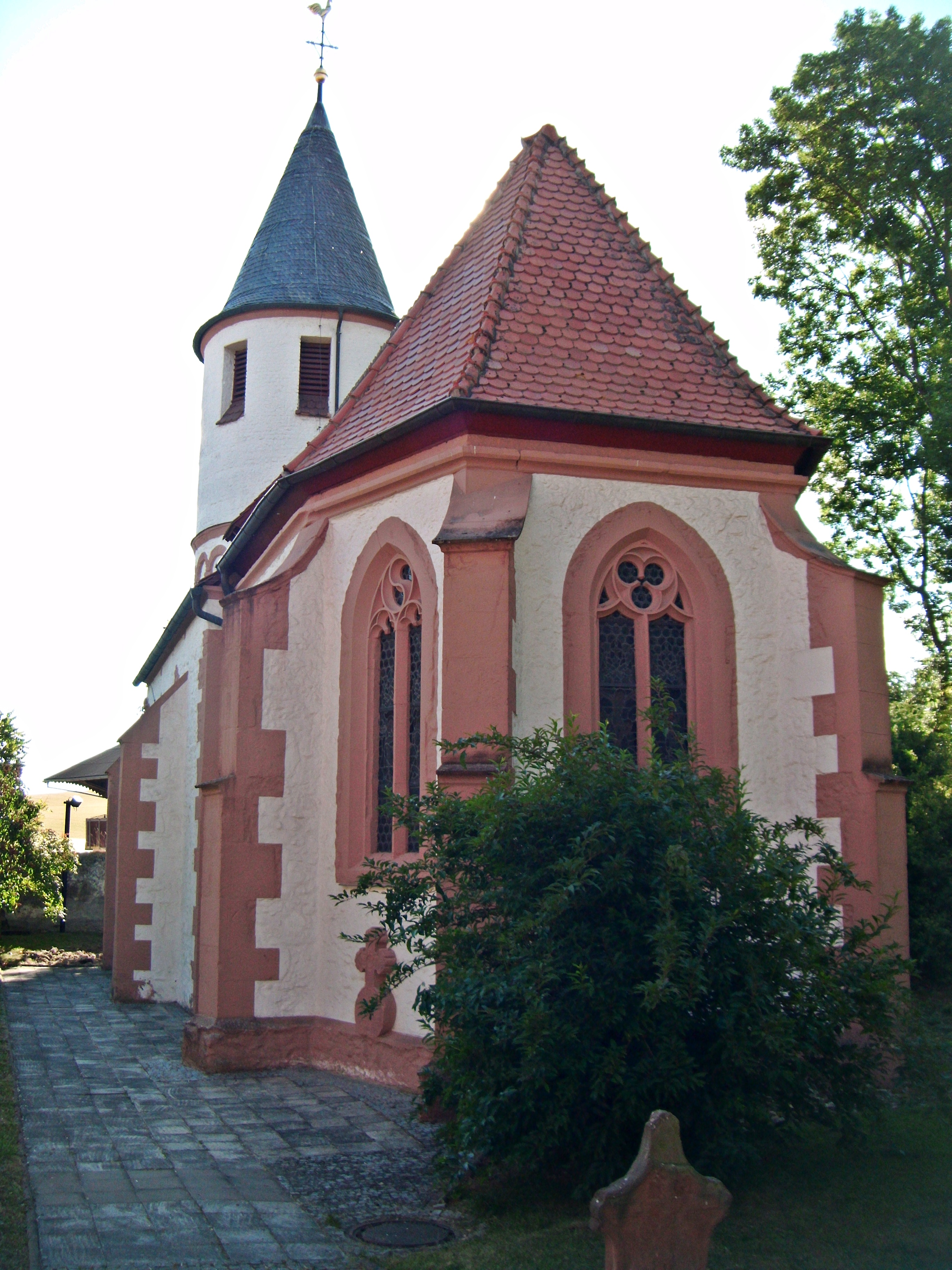
Protestantische Kirche

### Bauwerke
Kulturdenkmäler
Vor Ort existieren insgesamt zwölf Objekte, die unter Denkmalschutz stehen, darunter die protestantische Kirche und der Quirnheimer Hof; letzterer diente einst als Hof des Klosters Hertlingshausen.
Museum
Im Gewerbegebiet auf dem Gelände der ehemaligen US-Raketenstation wurde das Motorrad- und Technikmuseum Leiningerland geschaffen, das von ehrenamtlichen Kräften geleitet wird.

### Natur
Obwohl außerhalb des Pfälzerwalds gelegen, ist das Gemeindegebiet Bestandteil des Naturparks Pfälzerwald.

### Regelmäßige Veranstaltungen
Der Ort feiert zweimal Kirchweih, die in der örtlichen Mundart Kerb genannt wird: Die Erbsekerb wird im Juli, die Dorfkerb in der ersten Woche im Oktober veranstaltet.

## Infrastruktur

### Militär
Während des Kalten Krieges befand sich etwa 1500 m nordöstlich der Gemeinde und des Segelfluggeländes Grünstadt-Quirnheimer Berg (316,6 m) und etwa 700 m östlich des Gerstenbergs eine US-amerikanische Flugabwehrraketenstellung bei 309,9 m, die bis 1983 mit Nike-Hercules-Raketen, später mit MIM-104 Patriot-Raketen ausgerüstet war. Bis 1994 durften noch Kernwaffen stationiert werden. 2001 wurde die Quirnheim Missile Station samt Munitionslager und Truppenübungsplatz aufgelöst.

### Verkehr
Durch Quirnheim verläuft die Kreisstraße 26, die den Ort mit Kindenheim und Ebertsheim verbindet. Auf dem Quirnheimer Berg liegt das Segelfluggelände des Luftfahrtvereins Grünstadt und Umgebung. Nächstgelegene Bahnhalte sind Ebertsheim und Mertesheim entlang der Eistalbahn.

## Persönlichkeiten

### Söhne und Töchter der Gemeinde
- Karl Joseph Merz von Quirnheim (1747–1802), Adeliger und letzter Besitzer der Freiherrlichkeit Bosweiler und Quirnheim
- Albert Merz von Quirnheim (1774–1857), General; Kommandant des 5. und des 12. Königlich Bayerischen Infanterie-Regiments, der Veste Oberhaus und der Stadt Passau
- Peter Eckhard (* 19. Dezember 1886; † 29. Dezember 1971 auf Maria Rosenberg), Dekan, Geistlicher Rat und Päpstlicher Hausprälat, Ehrenbürger von Sankt Ingbert

### Personen, die vor Ort gewirkt haben
- Theodor Rhodius (~1572–1626), ab 1599 Pfarrer vor Ort
- Johann Konrad Schragmüller (1605–1675), evangelischer Theologe und Hochschullehrer, war ab 1610 in Quirnheim Pfarrer
- Quirin Merz von Quirnheim († 1695), Patrizier, Jurist und Diplomat, wurde in den 1670er Jahren als Erster seines Geschlechts mit Ländereien im Bereich von Quirnheim und schließlich auch mit dem gesamten Ort belehnt.
- Johann Niclaus Reuter, 1792/93 Mitglied des Rheinisch-Deutschen Nationalkonvents
- Hermann Knoll (1897–1935) wirkte hier sieben Jahre lang als Spiritual und Leiter der Hildegardis-Schwestern vom Katholischen Apostolat. Bis zur Umbettung 1959 war er auf dem Ortsfriedhof begraben.